# Alessia Arisi
Alessia Arisi (Parma, 10 dicembre 1971) è una tennistavolista italiana dal 1986. Ha partecipato a nove campionati del mondo e ha preso parte a due Olimpiadi.

## Biografia
Per la prima volta in una competizione internazionale, Alessia Arisi ha partecipato ai Campionati Europei Giovanili del 1986, dove è stata sconfitta solo in finale dalla ungherese Gabriella Wirth. 
Nel 1987 a 16 anni ha partecipato per la prima volta ad un campionato mondiale di tennistavolo.